# Dhola
Dhola és una concentració de població designada pel cens al districte de Bhavnagar en l'estat de Gujarat, Índia.
En el passat fou un petit estat tributari protegit de l'agència de Kathiawar a la divisió de Gohelwar Pranth, regió de Gujarat, presidència de Bombai. Estava format per un únic poble amb un únic tributari.
Els ingressos estimats eren de 150 lliures i el tribut era pagat quant a 32 llires al Gaikwar de Baroda i quant a 2,6 lliures al nawab de Junagarh.